# Braasche
Braasche ist ein Ortsteil der Gemeinde Zernien in der Samtgemeinde Elbtalaue, die zum niedersächsischen Landkreis Lüchow-Dannenberg gehört. Das Dorf liegt etwa einen Kilometer östlich vom Kernbereich von Zernien.

## Geschichte
Der Ort wurde 1330 im Lüneburger Lehnsregister unter dem Namen Brase erstmals urkundlich erwähnt. Am 1. Juli 1972 wurde Braasche in die Gemeinde Zernien eingegliedert.